# Twieflingen
Twieflingen is een voormalige gemeente in de Duitse deelstaat Nedersaksen. De gemeente maakte deel uit van de Samtgemeinde Heeseberg in het Landkreis Helmstedt. Met ingang van 1 november 2016 werd Twieflingen samen met Ingeleben toegevoegd aan de gemeente Söllingen. 
- Gemeinsame Normdatei: 5309872-9
- Virtual International Authority File: 125212266

Bahrdorf · 
Beierstedt · 
Büddenstedt · 
Danndorf · 
Frellstedt · 
Gevensleben · 
Grafhorst · 
Grasleben · 
Groß Twülpstedt · 
Helmstedt · 
Ingeleben · 
Jerxheim · 
Königslutter am Elm · 
Lehre · 
Mariental · 
Querenhorst · 
Räbke · 
Rennau · 
Schöningen · 
Söllingen · 
Süpplingen · 
Süpplingenburg · 
Twieflingen · 
Velpke · 
Warberg · 
Wolsdorf